# オラシオ・サルガン
オラシオ・サルガン（Horacio Salgán, 1916年6月15日 - 2016年8月19日）はアルゼンチン出身で活躍したタンゴの作曲家・ピアニスト・タンゴ楽団代表。

## 経歴

### 第一次サルガン楽団結成
音楽的環境が行き届いた家庭に生まれ、6歳からピアノを習い13歳では音楽学校での最優秀生徒となり、14歳にピアノ奏者として働く。いろいろなジャンルの曲のソロのピアノ弾きや伴奏をこなしたりしていた。20歳のときには、ロベルト・フィルポ楽団と契約する。同じ頃に、ミゲル・カロー楽団の編曲も担当する。1942年に最初の録音がなされる。また、作曲もこなす。1944年に、自分が代表する楽団の実現となる。しかし1947年にいったん解散となる。

### 第二次サルガン楽団結成
1950年に、オラシオ・サルガン楽団を結成する。1950年代において、不協和音の積極的導入など、新しい発想が波紋を呼び、彼のタンゴについては、聴衆の多数派から「前衛的」との評価を受ける。1960年、キンテート・レアル Quinteto Real を結成する。キンテート・レアルでは、エレキ・ギターを入れるという斬新な発想をとっている。レオポルド・フェデリコも、キンテート・レアルのバンドネオン奏者だったことがある。日本公演も、3回こなしており多くの写真が残った。1983年のタンゴアルヘンティーノにも、オリジナルキャストとして参加している。
オラシオ・サルガンは通算400曲について作曲もしくは編曲を手がけ、ピアノ演奏の動画も数多く残された。2004年には、公式に「引退を表明」して息子のセサルにピアニストの役を譲った。YouTube に、オラシオ・サルガン本人が登場する動画が、いくつか登場している。また、2006年のドキュメンタリー映画『アルゼンチンタンゴ伝説のマエストロたち』に、レオポルド・フェデリコやマリアーノ・モーレスらと共に、登場した。引退後のサルガンはPremio Konexのガラコンサートに出演した時、89歳であった。

## 音源
多くのレーベルから散発的にリリースが相次いだため、体系的なCD-BOXの入手はいまだ実現していない。2016年で生誕100年を迎えるが、キンテート・レアルやピアノデュオ他を除いたサルガン楽団単体の商用録音は極めて少なく1950年からの24年間にCD6枚分ほどでしかない。しかし、その全てのトラックの完成度は作曲・編曲共に恐ろしく高い。このために「40年代のタンゴ黄金期を知る唯一のアヴァンギャルド・タンゴ音楽家」と呼ばれていた。日本の作曲家である瀧廉太郎の作品を豪勢にアレンジした楽曲も、その中に含まれている。

## 自作
- ドン・アグスティン・バルディ  Don Agustín Bardi
- とろ火で  A fuego lento
- グリジード　Grillido
- 彼女を口笛で呼ぼう　La llamo silbando

## ディスコグラフィー
- エル・チョクロ／オラシオ・サルガンの至芸 日本ビクター　PHILIPS　SFL-7201